# Kathrine Windfeld (filminstruktør)
 Der er flere personer med dette navn, se Kathrine Windfeld.
Kathrine Windfeld (født 21. august 1966 i København, død 6. februar 2015) var en dansk filminstruktør og filminstruktørassistent, der blandt andet er kendt for at have instrueret den svenske tv-serie Kronprinsessen, baseret på Hanne-Vibeke Holsts roman af samme navn, lige som hun var konceptuerende instruktør på den tværeuropæiske serie The Team (2015).
Kathrine Windfeld var datter af spillefilmkonsulent og redaktør Flemming Behrendt.
Windfeld var uddannet som filminstruktør på den Nationale Polske Filmskole i Łódź og havde en MA i filmproduktion fra University of Leeds. Hun begyndte som instruktør af dokumentarfilm, inden hun blev instruktørassistent på tv-serier som Edderkoppen og Rejseholdet samt på filmen Nordkraft, inden hun i 2005 fik sit gennembrud som instruktør med den svenske tv-serie Kronprinsessen og dens to efterfølgere. I 2009 instruerede hun spændingsfilmen Flugten efter Olav Hergels roman Flygtningen. I 2012 instruerede Windfeld Hamilton: I nationens interesse, og hun har instrueret afsnit af serierne Forbrydelsen, Broen og Rita.
Hun var med til at grundlægge det politiske parti Fremtidens Danmark som blev annonceret den 10. januar 2010.
Den 6. februar 2015 døde Kathrine Windfeld efter at have været diagnosticeret med en gliom i hjernen i cirka fem uger.

## Filmografi

### Instruktør
- Kronprinsessen (tv-serie) (2006)
- Kongemordet (2008)
- Flugten (2009)
- Wallander - Inddriveren (2010)
- Wallander - Vidnet (2010)
- Dronningeofret (2011)
- Hamilton: I nationens interesse (2012)
- Broen II (2013)
- Forbrydelsen III (2012)
- Rita (tv-serie) (2013)
- Mord uden grænser, engelsk titel The Team (2015)